# トランスフォーマー バイナルテック
トランスフォーマー バイナルテック (TRANSFORMERS BINALTECH) とは、日本の企業タカラ（現・タカラトミー）が出す変形ロボット玩具トランスフォーマーシリーズのうちの1カテゴリ。玩具の販売のみで進行し、テレビアニメやラジオドラマなどのメディア化は無い。日本では2003年より、日本以外では2004年より TRANSFORMERS ALTERNATORS （トランスフォーマー オルタネイターズ）というシリーズ名で販売が開始された。

## 概要
トランスフォーマーには飛行機や船、さらに乗り物以外（拳銃、顕微鏡、ステレオラジカセなど）の姿を持つものもあるが、本シリーズの玩具は全て実在の自動車の姿（ビークルモード）から人間型（ロボットモード）ないし動物型へ変形する。初めて実車メーカーから正式にライセンスを取得したシリーズであること、またメーカー監修下で制作されているビークルモードが変形機構を持たない一般的な市販模型自動車並みの精密さを持っていることが大きな特徴。「バイナルテック」とは、「Binal」（双方の、二つの）と「Technology」（技術）を組み合わせた造語であり、ストーリー上では地球とサイバトロン双方の技術、玩具ではビークルモードとロボットモード双方のクォリティの融合という意味を持つ。車体外装部分の大半にダイキャストパーツが使用されているのも本シリーズの特徴であったが、それについては例外もある。縮尺はおよそ1/24。
『トランスフォーマー カーロボット』の流れを汲む、高度な変形機構を採用した上級者向けシリーズとして位置づけられている（『マイクロン伝説』『変形!ヘンケイ!トランスフォーマー』などを年少者向けシリーズとすることで、住み分けが図られた）。
なお、玩具の発売元であるタカラがトミーとの合併でタカラトミーへと組織再編される過程で、本シリーズの商品展開は一時的に『トランスフォーマー キスぷれ』へと差し替えられており、海外で『ALTERNATORS』として先行販売されていた一部アイテムは、『バイナルテック』としてではなく、そちらのキャラクターとして商品化されている。別項も併せて参照。
『キスぷれ』の展開が一段落したのち、限定アイテムというかたちで『バイナルテック』のブランドが復活した。BT-16以降中断していたストーリー展開に関しても、復活後のBT-17で続きが描かれ、物語中の事態にはこれをもって一応の決着が付けられている。ただし、完全に完結したわけではなく、BT-18以降も継続するかたちをとっている。
2008年より、シリーズは一般販売による再スタートが開始。一度は『キスぷれ』版として素材や仕様を変更して発売されたコンボイだったが、本来の『バイナルテック』標準のダイキャスト製仕様の商品が発売決定し、加えてアーシーなどのキャラも発売が決定している。
2009年より1/32スケールモデルのトランスフォーマー オルタニティの展開も開始された。

## ストーリー
トランスフォーマーと人類との関係が始まって、20年が経とうとしていた西暦2003年。サイバトロンシティの着工、地球防衛軍の設立、外宇宙への進出など、人類と正義の軍団サイバトロンはかけがえのない運命共同体となっていた。
そんな中、悪の軍団デストロンは病原体「コズミックルスト」による破壊工作を実行、これにより、地球に駐留するサイバトロン戦士の多くが死の淵に追いやられた。時同じくして、デストロンの大規模侵攻がスタート、サイバトロンは地球に増援や補給物資を送れない状態にあった。この絶体絶命の状況を前にし、地球防衛軍は「人類によるトランスフォーマー開発計画」たるバイナルテックプロジェクトを発動、サイバトロンマザーコンピュータ・テレトラン1の指揮のもと、世界中の企業と研究機関の手により、可変式人型マシンの開発が急ピッチで行われた。こうして完成したロボットのボディにサイバトロン戦士の人格が移植され、彼らは新たなる機械生命体として蘇ったのだった。
ストーリーとしては『戦え!超ロボット生命体トランスフォーマー』の続編に当たるが、『トランスフォーマー ザ・ムービー』や『戦え!超ロボット生命体トランスフォーマー2010』とはパラレルワールドの関係にある。
後述するラヴィッジは両方の世界を知っており、「無駄な戦いの無い未来」を作り出すために強引な歴史改変を実行する。これにより歴史崩壊の危機を招くこととなるが、物語終盤において未来から来た「ザ・プロテクター」なる正体不明のスパークの働きで危機は回避され、本作品の世界は本来の歴史から完全に分岐したまま存続することとなった。
なお、同時期に展開していた別シリーズ『トランスフォーマー キスぷれ』は、この歴史分岐後の「本来の歴史」に属する物語（『ザ・ムービー』と『2010』の間の時代を描く）となっている。

### 補足
サイバトロン戦士は正式にバイナルテックプロジェクトで作られたものだが、デストロン兵士はサイバトロン戦士のボディとして作られたものを人格移植前に強奪し、デストロン兵士の人格を移植するなど、変わった経歴で誕生している。
グリムロックは、元はティラノサウルスに変形するロボットであり、戦闘による負傷で変形機構を損傷したことからバイナルテック化されて自動車に変形するようになったという設定。またラヴィッジは元は「ジャガー」の名で、カセットテープからその名の通りジャガーに変形するキャラクターである（元のジャガーの名称が使用できないのは、実車でジャガーが存在するためと言われる。また、『ALTERNATORS』版マイスターでも同じ状況が発生し、ジャズという名前が使えなくなっている）。また、このラヴィッジは『ビーストウォーズメタルス』のメタルス・ジャガーの生まれ変わった姿であり、バイナルテック化の対象が、自動車に変形するロボットや人型ロボット、そしてG1の登場人物に限定されなくなったことから、今後もさらなる展開の広がりの可能性を見せている。

## 同じキャラクターのバリエーション
スモークスクリーンには無印とGTの2種バリエーションがあり、それぞれにマーキング違いのバリエーションが存在する。また、トラックスとマイスターには2種類のカラーバリエーションがある。本来生物であるトランスフォーマーにおいて、同キャラクターのバリエーションは以下のような設定がある。

### ジェネトロニック・トランスリンクシステム
ジェネトロニック・トランスリンクシステム（GTシステム）とは、1つの生命の源・ライフフォースを共有する同一人格のトランスフォーマーを複数人活動させるための技術。サイバトロン戦士の絶対数不足のために考案された。スモークスクリーンGTに搭載され、最大4人のスモークスクリーンが同時に活動可能。しかし、この技術がトランスフォーマーの精神にどう影響するのかは全くの未知である。

#### ボディショップ計画
ラヴィッジによって存在を明らかにされた、自分やプロールたちが死ぬ「もうひとつの未来（『ザ・ムービー』）」に対する恐怖心から、ホイルジャックは「未来の戦死者」を救う方法を探し求め、GTシステムの応用にその活路を見出した。それが、緊急時にボディの共有を行う「ボディショップ計画」である。プロールの青いボディは、そのような緊急時に使われる予備のボディの1つである。なお、「もうひとつの未来」を知る以前から、緊急用の予備ボディという構想自体はあったようである（初代『トランスフォーマー』第11話「フランケンシュタイン・スパイク/Autobot Spike」）。

### レプリカ・オートマトン
レプリカ・オートマトンとは、トランスフォーマーの人格や精神を真似て作られた人工知能を搭載する可変式人型マシン、すなわち「人間の手によって作られたトランスフォーマー」。人工知能の能力は、超ロボット生命体と呼ぶには不足であったが、それでも高水準の自律行動をとりうる。マイスターを参考に作られたレプリカ・オートマトンはマイスター本人に「Zoom-Zoom」と命名された。
- 白い方がマイスター、赤い方がZoom-Zoom。白いボディも元々レプリカ・オートマトンに使う予定だったが、作戦上の必要性からマイスター本人が使うことになった。

### その他
トラックスは体の色を自由に変更可能で、カラーバリエーションはそれぞれの状態を再現したものと解釈される。

## 商品
括弧内は所属陣営。
- BT-01 戦術家スモークスクリーンfeat.スバル・インプレッサWRC2003（サイバトロン）
- BT-02 戦士ランボルfeat.ダッジ・バイパーSRT-10（サイバトロン）
- BT-03 射撃手ストリークfeat.スバル・インプレッサWRX（サイバトロン）
- BT-04 偵察員ハウンドfeat.ジープ・ラングラー（サイバトロン）
- BT-05 兵士デッドエンドfeat.ダッジ・バイパーコンペティションクーペ（デストロン）
- BT-06 戦士トラックスfeat.シボレー・コルベット（サイバトロン）
黄色、青色の2種が発売。
- BT-07 戦術家スモークスクリーンGTfeat.スバル・インプレッサWRC2004（サイバトロン）
- BT-08 副官マイスターfeat.マツダ・RX-8（サイバトロン）
数量限定で赤色（Zoom-Zoom）発売。
- BT-09 補給兵スィンドルfeat.ジープ・ラングラー（デストロン）
- BT-10 副指揮官グリムロックfeat.フォード・マスタング（サイバトロン）
- BT-11 諜報破壊兵ラヴィッジfeat.シボレー・コルベット（デストロン）
- BT-12 戦略家オーバードライブfeat.ホンダ・S2000（サイバトロン）
- BT-13 軍事作戦司令官レーザーウェーブfeat.マツダ・RX-8（デストロン）
- BT-14 戦術陽動員ホイルジャックfeat.フォード・マスタング（サイバトロン）
- BT-15 軍事戦略家プロールfeat.ホンダ・インテグラ（サイバトロン）
ビビッドブルーパールエディション（実車版）も発売。
- BT-16 理論家スキッズfeat.トヨタ・bB（サイバトロン）
- BT-17 ブラックコンボイ featダッジラム（デストロン）
ワンダーフェスティバル、e-HOBBY SHOPにて限定販売。
- BT-18 諜報員リジェ feat.フォード・GT40 エレクトロ・ディスラプターモード（サイバトロン）
e-HOBBY SHOPにて限定販売。
リジェの特殊能力をイメージし、全身をクリアパーツ化。バイナルテックシリーズの一体として発売された商品だがダイキャストパーツは使用されていない。
- BT-19 射撃手ブルーストリーク feat.SUBARU IMPREZZA WRX（サイバトロン）
- BT-20 副官マイスター feat.マツダ RX8 MAZDASPEED version II（サイバトロン）
- BT-21 戦士アーシー feat.ホンダ S2000 ハードトップ（サイバトロン）
「オルタネイターズ」ディセプティチャージの仕様変更品。
- BT-22 総司令官コンボイ feat.ダッジラム SRT10（サイバトロン）

※「ブラックウィドーFEAT.ホンダS2000. エアロスタイル」が通販サイトなどの発売予定表に掲載されたことがあったが、発売には至らなかった。

## バイナルテック・アスタリスク
バイナルテック・アスタリスク (BINALTECH ASTERISK) は、地球人女性キャラクターのフィギュアとセットになったシリーズである。通常のバイナルテックがビークルモードでパッケージングされているのに対し、こちらではロボットモードであるなどの相違点が存在する。
同梱フィギュアは既存のシリーズの登場人物がモチーフとなっており、衣装はそれぞれの車種に合わせられている（例えば来留間アイは『カーロボット』に登場するアイがモチーフ。衣装はパトカーであるアラートに合わせて婦人警官）。シリーズ展開中は「バイナルテック」の名は関しつつも、「バイナルテック」本編で進行するストーリーとの関連は明確にはされていなかったが、のちに発売された「キスぷれ」限定冊子の年表では「アスタリスク」も「バイナルテック」と同一の世界観に組み込まれていることがわかる。人間との友好的共存を目指し、人間とパートナーを組み労働に従事するBT戦士という設定である。
- BTA-1 保安員アラートfeat.スバル・インプレッサWRX meets.来留間アイ（サイバトロン）
- BTA-2 戦士サンストリーカーfeat.ダッジ・バイパー meets.白神ジュンコ（サイバトロン）
- BTA-3 ブロードブラストfeat.トヨタbB meets.星ルミナ（サイバトロン）
- BTA-4 ブラックコンボイ featダッジラム meets. メリッサ （発売中止）

## オルタネーター/Alternators
米国ハスブロ社が販売するバイナルテックの海外仕様商品。国内版のダイキャスト部分が削除されプラスティックに置き換わる、塗装やパーツ構成の一部が異なるなどの変更がなされている。これらの変更のため、バイナルテックと比較すると、質感では劣るが遊びやすさでは優れていると評価する声もある。バイナルテックに存在するカラーバリエーションは基本的に未発売。
- 2004年発売
  - スモークスクリーン/Smokescreen
  - ランボル/Side Swipe
  - ハウンド/Autobot Hound
  - ストリーク/Silverstreak
  - トラックス/Autobot Tracks（ブルーバージョン）
  - デッドエンド/Dead End
  - マイスター/Jazz（ホワイトバージョン）

- 2005年発売
  - スィンドル/Swindle
  - グリムロック/Grimlock
  - チャージャー/Windcharger
日本版におけるオーバードライブだが、キャラクターの選定が異なり、武器パーツの一部が取り外されている。
  - ラヴィッジ/Battle Ravage
  - レーザーウェーブ/Shockblast
  - ホイルジャック/Wheeljack
  - ディセプティチャージ/Decepticharge feat.ホンダ・S2000（デストロン）
日本未発売だが、関連ムックの懸賞品として100名にプレゼントされた。
  - ウェーブ/Swerve feat.シボレー・コルベット（サイバトロン）
日本未発売。頭部は新規造形。
  - プロール/Prowl
  - スキッズ/Skids
  - サンストリーカー/Sunstreaker（単体で発売・国内版とは彩色がかなり異なる）
  - ロールバー/Roll-Bar feat.ジープ・ラングラー（サイバトロン）
日本未発売。スィンドルのカラーバリエーション。
  - ステッパー/Ricochet feat.スバル・インプレッサWRX（サイバトロン）
日本未発売。元のキャラクターは当初日本限定だったステッパー/Ricochet。

- 2006年
  - コンボイ/Optimus Prime feat.ダッジラムSRT-10（キスぷれ・コンボイ）
  - リジェ/Mirage feat.フォード・GT40（キスぷれ・ホットロディマス青色、頭部造形違い。）
  - ダウンシフト/Camshaft feat.アキュラRSX
  - ネメシスプライム/Nemesis Prime feat.ダッジラムSRT-10（キスぷれ・コンボイ黒色）
イベント限定品とされていたが、香港などでは一般発売が確認されている。

- 2007年
  - ホットロディマス/RODIMUS feat.フォード・GT40（キスぷれ・ホットロディマス、胸部のファイヤーパターンを再現。）
2007 San Diego Comic Con 限定品とされていたが、香港などでは一般発売が確認されている。
  - ランブル/Rumble feat.ホンダ・シビック・Si（デストロン）
日本未発売。欧州などで販売後、米国ではショップ限定商品として流通。両腕がハンマーアームになっている。
  - ラヴィッジ/Ravage feat. ジャガー・XK（デストロン）（黒豹に変形する新規玩具）
日本未発売。欧州、アジアなどで先行して販売。その後に発売された米国版は、パッケージのメインビジュアルが異なる（前者は商品写真、後者はイラスト）。

## オルタニティ
2009年より展開された新シリーズ。バイナルテックよりも小さいコレクタブルサイズの1/32スケールモデルで、ムービーからのフィードバックであるオートモーフ機構に加え次のステップを誘導するオート変形機構の「シンクロテック」が取り入れられ手軽に変形を楽しめるようになっている。
- A-01 NISSAN GTR/コンボイ バイブラントレッド
- A-01 NISSAN GTR/コンボイ アルティメイトメタルシルバー
- A-02 NISSAN フェアレディZ/メガトロン ブレードシルバー
- A-02 NISSAN フェアレディZ/メガトロン プレミアムルマンブルー（モンテレーブルーから変更）
- A-01 NISSAN GTR/コンボイ スーパーブラック
- A-02 NISSAN フェアレディZ/メガトロン ダイヤモンドブラック
- A-03 SUZUKI SWIFT SPORT/バンブル チャンピオンイエロー
- A-03 SUZUKI SWIFT SPORT/クリフ シュプリームレッドパール
- A-04 光岡 オロチ/スタースクリーム ホワイト
- A-04 光岡 オロチ/スカイワープ パープル
- A-04 光岡 オロチ/サンダークラッカー　ソニックブルー

## TIPS
本シリーズは実車メーカーのライセンスを受けていることが特徴であるが、それゆえに、商品化には実車メーカーの考えによる制限が生まれる。例えば、「バイナルテック」のオーバードライブの武器であるオムニブラスターは、「ALTERNATORS」のウィンドチャージャーでは銃身部分のパーツを外され、武器ではなくセンサーという設定になっている。これは、ホンダの海外法人が、自社製品が変形するロボットに武器を持たせることに反対したためである。
また、それ以前の問題として、変形のプロセスで車体が分割されてゆく様が交通事故を連想させ、縁起が悪いとしてライセンスが降りなかったという例もあった（当然、その商品の企画はお蔵入りとなった）。この二例の複合パターンのような例もある。当初マイスターはポルシェ986に変形する予定で試作を行っていたが、トランスフォーマーが持つ「戦争のためのマシン」という側面を嫌ったポルシェ社がライセンスを拒否したため上記の通りモチーフ車両をマツダ・RX-8に変更しての発売となった。また、フォルクスワーゲン社のニュービートルに変形するバンブルの企画も同様の理由によって実現しなかった。
2007年現在はバイナルテック、ALTERNATORS、キスぷれ共にシリーズ展開は緩やかな動きとなっているが、それらに続くかたちでトランスフォーマー スポーツレーベルおよびミュージックレーベルなる新シリーズの開始が企画中。バイナルテック同様、別企業とのコラボレーションにより各種の新商品を展開する。ナイキから正式ライセンスを得たスニーカーの1/2精密ミニチュアからコンボイ、メガトロンに変形する玩具や、iPodやSDメモリーカードなどを接続しミュージックプレイヤーとして使用できるコンボイ、サウンドウェーブなどが登場する。特に前者は実在するスニーカーモデルの名称を「featuring」として商品名に表記するなど、バイナルテックからの連続性が見られる。後者はロボットトイにオーディオグッズとしての実用性を持たせることを目的に掲げている。
『ウルトラマンメビウス』の特撮で使用された市街地セットの中には、バイナルテックの玩具が一般車両の模型として使用されているのが確認できる。トランスフォーマーのキャラクター商品といった側面から切り離した部分においても、造形物として一定の評価を受けていることが窺い知れる事実である。